# Mirrors of Albion
Mirrors of Albion (рус. Зеркала Альбиона) — игра-головоломка в жанре Поиск предметов, выпущенная компанией Game Insight в 2012 году и до сих пор активно поддерживаемая и развиваемая. Игра доступна для устройств на платформах iOS (iPad, iPhone), Android и Amazon, Windows Phone и Windows (8 и 10), а также в социальной сети Facebook. Игра распространяется по модели Free-to-play.

## История
Первая версия игры «Зеркала Альбиона» для владельцев устройств iPad была выпущена 25 октября 2012 года [1]. В июне 2013 года проект стал доступен для устройств iPhone [2], а еще через месяц игра попала в магазин приложений Google Play [3]. Осенью того же года игра была представлена в магазине приложений Amazon Appstore [4]. В конце 2014 года были выпущены версии для устройств под управлением Windows 8 [5] и Windows Phone [6].
На данный момент игра не работает.

## Игровой процесс
Сюжет игры — захватывающий коктейль из детективных загадок в духе «Шерлока Холмса» и фантастической атмосферы «Алисы в Стране Чудес».
Игра сочетает в себе декорации викторианской Англии, необъяснимые и мистические явления, а также персонажей из книг Льюиса Кэрролла [7] (Алиса в Стране чудес, Алиса в Зазеркалье, Охота на Снарка).
Игрок становится Детективом — самым настоящим гением поиска, которому предстоит собирать улики и расследовать таинственные преступления на Альбионе. Главная загадка для Детектива — странное похищение Алисы Флеминг, дочери богатой семьи аристократов. В процессе поисков выясняется, что Алиса похищена и находится в Зазеркалье — другой реальности или отражении Альбиона, где обитают как новые персонажи, так и уже знакомые персонажи, но в другом образе. В игре Детектива сопровождает помощник — обаятельный кот Чеширский-младший, стоящий на страже порядка на Альбионе.
На каждом этапе игроку доступны локации для исследования. В них необходимо отыскать предметы, нужные для продолжения расследования. Если по какой-то причине игрок не может пройти локацию, ему на помощь приходят специальные подсказки, которые помогают определить местоположение объектов на экране [8].
Игра содержит в себе огромный геймплей — это мини-игры, квесты, коллекции, зазеркальные монстры, онлайновые соревнования и многое другое. Каждый персонаж в игре тщательно проработан, обладает своим собственным характером и уникальным стилем общения.

## Отзывы и рецензии об игре
Сайт kotaku.com назвал «Зеркала Альбиона» одной из самых увлекательных игр в жанре «поиск предметов». На данный момент в игру играет более 20 миллионов пользователь из более чем 138 стран. Ежедневно в игру заходит более 60 000 игроков.